# Anglosaská kronika
Anglosaská kronika je sbírka letopisů ve staroangličtině popisující historii Anglosasů. Kolekce kronik byla vytvořena na konci 9. století, zřejmě ve Wessexu, v době vlády Alfréda Velikého. Byly vytvořeny kopie rukopisů, které byly předány do klášterů po celé Anglii a byly průběžně aktualizovány, v jednom případě až do roku 1154.

## Skladba
Všechny dochované exempláře jsou kopie, takže není jisté, kde vznikla první verze. Všeobecně se má za to, že originální verze byla napsána na konci 9. století ve Wessexu. Poté, co byla sestavena první verze, byly vytvořeny kopie a ty byly rozeslány do různých klášterů. Další kopie byly vytvořeny proto, aby nahradily ztracené exempláře a některé z nich byly aktualizovány nezávisle na sobě. Dochované verze jsou později vytvořené kopie.
Nejstarší z nich, Winchesterská kronika, byla napsána jedním písařem až do roku 891. Je známo, že tato kronika je druhou kopií originální verze. I když není jednoduché přesně určit dobu vzniku kroniky předpokládá se, že vznikla v době vlády Alfréda Velikého. Tento král se vědomě snažil podporovat čtení a jinou kulturu v době svého panování a podporoval používání anglického jazyka pro psaní dokumentů a kronik. Tato kronika a distribuce jejich kopií do jiných center vzdělaností, může být následek jeho snahy šíření vzdělanosti.
Dochovalo se devět rukopisů, a to buď vcelku, nebo jen zčásti, i když ne všechny mají stejnou historickou hodnotu a ani jeden není originál. Téměř všechny materiály v kronikách jsou ve formě letopisů. Nejstarší je datován do roku 60 př. n. l. Sedm z devíti dochovaných exemplářů je uschováno v British Library, další jsou v Bodleian Library a knihovně Corpus Christi College v Cambridgi.

## Dochované exempláře
- Parker Chronicle nebo také Winchester Chronicle
- Abingdon Chronicle I
- Abingdon Chronicle II
- Worcester Chronicle
- Laud Chronicle nebo také Peterborough Chronicle
- Bilingual Canterbury Epitome
- kopie Winchester Chronicle
- Cottonian Fragment
- Easter Table Chronicle

## Zdroje
Kronika obsahuje texty z různých zdrojů. Záznam pro rok 755, popisující jak Cynewulf převzal království Wessex od Sigeberhta, je daleko rozsáhlejší než okolní záznamy a obsahuje přímou řeč a citace účastníků této události. Předpokládá se, že podkladem byly nějaké jiné starší historické prameny. Záznamy do roku 110 pravděpodobně pochází z malých encyklopedických svazků světové historie obíhající v době vzniku kroniky. Kronika obsahuje genealogické údaje o panovnících Northumbrie a Mercie, stejné tak i seznam biskupů Wessexu. Tato data pocházejí zřejmě z různých zdrojů.
Historické anály byly ve Wessexu průběžně udržovány od 7. století. Kronika vychází z tradice velikonočních tabulek, používaných kněžími pro určení dat svátků – stránka obsahuje sled horizontálních řádků následovaných astronomickými daty s mezerou pro krátké poznámky. Postupně byla kronika přepracovávána tak aby pro jednotlivé poznámky bylo vyhrazeno více prostoru. Mnoho záznamů týkajících se dobových události obsahuje velké množství údajů.
Zápisy nejsou nepředpojaté. V některých případech při srovnání s jinými středověkými prameny je možno najít jinou verzi téže události nebo nejsou určité události popsány vůbec. Vcelku se však jedná o velmi cenný jednolitý historický pramen popisující období od doby, kdy Římané opustili Británii, až do doby ovládnutí Anglie Normany.

## Význam
Anglosaská kronika je nejdůležitějším zdrojem informací historie Anglie v době vlády Anglosaských panovníků. Bez této kroniky a díla Bedy Ctihodného Historia ecclesiastica gentis Anglorum by nebylo možno popsat historii země od odchodu Římanů až do ovládnutí Anglie Normany. Je zřejmé, že v té době vznikaly ještě nějaké jiné historické anály související s rozvojem křesťanství, ale žádné z nich se nedochovaly v původní podobě. Kronika obsahuje informace z některých těchto nedochovaných pramenů.
Její význam není pouze v historických informacích, ale i v tom, že je zdrojem informací o raném období rozvoje anglického jazyka. Peterboroughská verze je psaná částečně ve staroangličtině a pozdější záznamy jsou psány ve středověké angličtině a je tak zdrojem nejstarší verze textu v této verzi jazyka.

## Česká vydání
Ukázky z kroniky obsahuje antologie nejstarší anglické poezie a prózy Jako když dvoranou proletí pták, Triáda, Praha 2009.